# Депортес Темуко
«Депо́ртес Тему́ко» (исп. Club de Deportes Temuco) — чилийский футбольный клуб из города Темуко. В настоящий момент он выступает в Примере B Чили.

## История
Клуб был основан 22 февраля 1960 года. В 1965 году «Депортес Темуко» объединился с переехавшим из Сантьяго в Темуко футбольным клубом «Грин Кросс» (чемпионом Чили 1945 года). До 1984 года новый клуб носил название «Грин Кросс — Темуко»
В 2013 году клуб объединяется с командой «Унион Темуко», сохраняя при этом свой логотип и традиционные бело-зелёные цвета. Таким образом слияние выглядит скорее поглощением одним клубом другого. «Депортес Темуко», на то время выступавший во Втором дивизионе, занял место «Униона Темуко» в Примере B.
«Депортес Темуко» играет свои домашние матчи на стадионе Херман Бекер в Темуко, вмещающем 18 500 зрителей.

## Достижения
- Чемпион Примеры B (второй по уровню дивизион) (2): 1991, 2001